# Oficina de Política Colonial del NSDAP
La Oficina de Política Colonial del NSDAP (en alemán: Kolonialpolitisches Amt der NSDAP, K.P.A. o KPA) fue una oficina del Partido Nacionalsocialista Obrero Alemán (NSDAP) formada en 1934. Su objetivo declarado era formular planes para la reanudación de las antiguas colonias alemanas. La oficina perdió gran parte de su significado después del inicio de la Segunda Guerra Mundial, y se disolvió después de la inversión de las victorias militares de la Alemania nazi en 1943.

## Historia

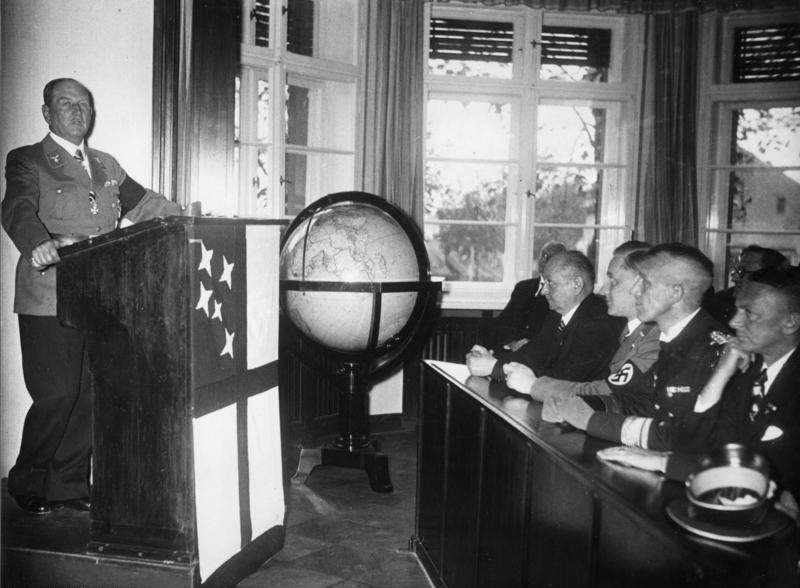
Inauguración de una escuela para el colonialismo en Ladeburg-Bernau (lector: Franz von Epp; sentado de izquierda a derecha: el líder de la Oficina Central Wenig, el contraalmirante Fuchs y el líder de la Oficina del Reich, Scheidt)

Hubo varias organizaciones predecesoras creadas en respuesta al problema colonial alemán en el Partido Nazi. La última fue la Sección Colonial del ala paramilitar del Partido Nazi, bajo el mando central de los líderes de las SA. Después de la purga de las SA en la Noche de los cuchillos largos, se reformó como la Oficina de Política Colonial en 1934, con Franz Ritter von Epp como su líder. A partir de ese momento, su tarea consistía en proporcionar directrices claras y directrices políticas para el partido y su prensa en relación con todos los problemas coloniales, políticos y económicos. Además, la oficina también formuló planes para la readquisición de las antiguas colonias alemanas. Tenía que coincidir con las políticas coloniales del régimen central.
Existen pocas fuentes sobre el desarrollo temprano de la oficina. Su sede estaba ubicada en la sede del partido del NSDAP en Múnich, pero el Departamento de Planificación se trasladó a Berlín en 1936, para mejorar la cooperación con la Sección Colonial de la Oficina de Relaciones Exteriores. Entonces no poseía recursos presupuestarios propios. Para establecer un presupuesto adecuado, se le asignaron varios administradores estatales del Partido Nazi. Muchos de sus principales expertos asumieron tales funciones, y el resto estaba compuesto por algunos funcionarios políticos superiores.
En 1938, Adolf Hitler rechazó la solicitud de Epp para que se le asignara un cargo como organismo estatal central para la formulación de la política colonial. Sin embargo, sus tareas asignadas se ampliaron. Hitler instruyó a Von Epp para que la oficina se preparara para un nuevo período de conquista colonial, luego de lo cual la toma de posesión de las colonias estaría dentro de la jurisdicción de la Oficina de Relaciones Exteriores.
En 1940, todos los departamentos del Reich estaban subordinados a la Oficina de Política Colonial en asuntos coloniales de ultramar. Sus ingresos financieros también aumentaron. En 1940, el gasto informado fue de más de 870.000 Reichsmarks, un aumento del 555% en comparación con años anteriores.
La estructura interna también sufrió algunos cambios. La oficina se transformó en una organización del partido en Munich y como una organización estatal en Berlín. Su nuevo líder fue el ex diplomático Rudolf Asmis. La Oficina de Política Colonial del NSDAP y el Reich tenían cuatro departamentos diferentes y alrededor de 260 empleados. De los burócratas, 36 eran parte de los servicios superiores de la oficina y 44 de los de nivel medio.
Posteriormente se establecieron oficinas subsidiarias en París y Bruselas.

## Planificación colonial
La oficina preparó planes para un vasto dominio colonial en Mittelafrika desde Ghana hasta Namibia y desde Chad hasta Tanzania. Junto con las SS, se reunió un personal central para la toma hostil de colonias de los enemigos de guerra de Alemania. Preparó planos para el establecimiento de la ley colonial así como cursos de capacitación para futuros administradores coloniales potenciales. En particular, también trazó planes para la segregación racial bajo una "Ley de Sangre Colonial" (Kolonialblutzgesetz).

## Disolución
Tras el estallido de la Segunda Guerra Mundial en setiembre de 1939 la Oficina de Política Colonial siguió operativa hasta que las victorias de los Aliados sobre la Alemania nazi, sobre todo en el norte de África, redujeron su utilidad práctica. Así hacia fines de 1942 la Oficina perdió rápidamente el grado de importancia que podría haber tenido. A principios de 1943, Hitler dispuso disolver todas las oficinas y afiliaciones del Partido que no estaban directamente relacionadas con el esfuerzo la guerra. Así, junto con el Reichskolonialbund, la Oficina de Política Colonial finalmente se disolvió el 17 de febrero de 1943.